# Sainte-Opportune-la-Mare
Sainte-Opportune-la-Mare település Franciaországban, Eure megyében. Lakosainak száma 429 fő (2022. január 1.). Sainte-Opportune-la-Mare Le Perrey községgel határos.

## Népesség
A település népessége az elmúlt években az alábbi módon változott:
| Lakosok száma | 252  | 339  | 369  | 418  | 444  | 445  | 440  | 435  | 435  | 429  |
|               | 1968 | 1982 | 1990 | 2006 | 2013 | 2015 | 2017 | 2019 | 2020 | 2022 |